# Solenopsis normandi
Solenopsis normandi är en myrart som beskrevs av Santschi 1934. Solenopsis normandi ingår i släktet eldmyror, och familjen myror. Inga underarter finns listade i Catalogue of Life.